# Roman Šebrle

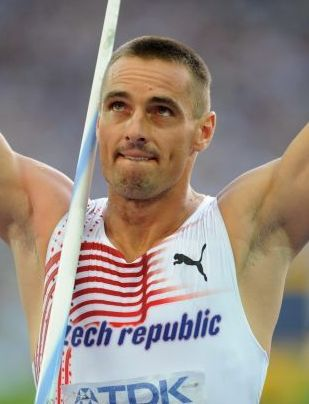
Šebrle während der WM 2009

Roman Šebrle (* 26. November 1974 in Lanškroun) ist ein ehemaliger tschechischer Zehnkämpfer. Er gehörte seit Ende der 1990er Jahre ein Jahrzehnt lang zur Weltspitze, erreichte 2001 beim Weltrekord als erster Athlet der Sportgeschichte mehr als 9000 Punkte und wurde 2004 in Athen Olympiasieger sowie 2007 Weltmeister.

## Leben
Am 26. und 27. Mai 2001 verbesserte er im österreichischen Götzis beim Mösle Mehrkampf-Meeting den Weltrekord auf 9026 Punkte. Die Marke galt elf Jahre und wurde erst im Juni 2012 durch den US-Amerikaner Ashton Eaton gebrochen. Bei den Olympischen Spielen 2000 in Sydney gewann er die Silbermedaille (8606 Punkte), ebenso bei den Weltmeisterschaften 2003 in Paris (8634 Punkte).
Sein großes Ziel war es, die Goldmedaille bei den Olympischen Spielen 2004 in Athen zu gewinnen, was ihm mit 8893 Punkten auch gelang, womit er einen neuen olympischen Rekord aufstellte. Der Amerikaner Bryan Clay trieb ihn durch seine persönliche Bestleistung von 8820 Punkten zu dieser Punktzahl an.
Bei den Weltmeisterschaften 2005 in Helsinki wollte er auch noch den letzten ihm fehlenden Titel gewinnen, verlor jedoch wie schon 2003 gegen einen US-Amerikaner. 2003 war es Tom Pappas gewesen, 2005 Bryan Clay; Šebrle gewann erneut die Silbermedaille (8521 Punkte). Wie schon bei den Europameisterschaften 2002 in München (8800 Punkte) konnte er bei den Europameisterschaften 2006 in Göteborg (8526 Punkte) Gold gewinnen.
Ende Januar 2007 wurde er im Trainingslager in Potchefstroom (Südafrika) vom Speer eines südafrikanischen Sportlers an der Schulter getroffen und verletzt. Trotz dieser Verletzung konnte er Anfang März 2007 die Siebenkampfgoldmedaille bei den Halleneuropameisterschaften in Birmingham gewinnen. Wenige Monate später errang er mit einem Ergebnis von 8676 Punkten das erste Mal den Weltmeistertitel bei den Weltmeisterschaften in Osaka. Bei den Weltmeisterschaften 2009 in Berlin wurde er mit 8266 Punkten Elfter. Die Weltmeisterschaften 2011 in Daegu beendete er auf Rang 14 und die Europameisterschaften 2012 in Helsinki im Alter von nun 37 Jahren mit immer noch 8052 Punkten auf Platz 6.
Bei den Olympischen Spielen 2012 in London beendete Šebrle den Wettkampf nach dem Lauf über 100 Meter aufgrund einer Fußverletzung vorzeitig. Er kündigte daraufhin sein Karriereende zum Ende des Jahres 2013 an.
Bei einer Körpergröße von 1,86 m beträgt sein Wettkampfgewicht 88 kg.

## Bestleistungen

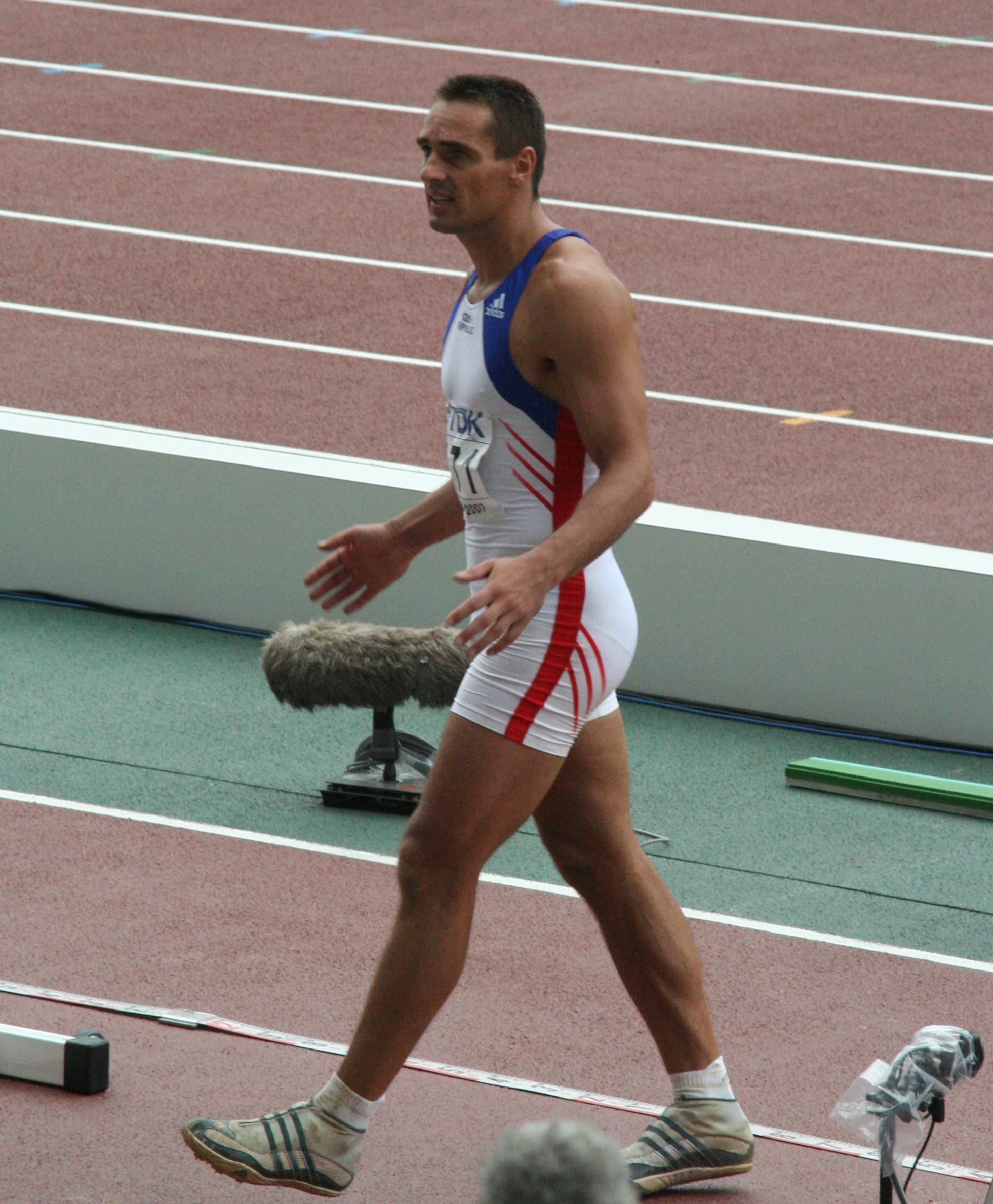
Roman Šebrle in Osaka, 2007

| Disziplin         | Leistung    | Bemerkung           | Ort      | Datum                     | Ref.        |
| ----------------- | ----------- | ------------------- | -------- | ------------------------- | ----------- |
| 60 Meter:         | 6,91 s      | Halle               | Tallinn  | 7. Februar 1999           | [ 3 ] [ 4 ] |
| 100 Meter:        | 10,64 s     | Wind 1,3 m/s 0 m/s  | Götzis   | 3. Juni 2000 26. Mai 2001 | [ 5 ]       |
| 200 Meter:        | 21,74 s     | Wind 1,4 m/s        | Prag     | 7. August 2004            |             |
| 300 Meter:        | 35,12 s     |                     | Prague   | 13. Juni 2005             |             |
| 400 Meter:        | 47,76 s     |                     | Götzis   | 29. Mai 1999              | [ 5 ]       |
| 1000 Meter:       | 2:37,86 min | Halle               | Lissabon | 11. März 2001             | [ 3 ]       |
| 1500 Meter:       | 4:21,98 min |                     | Götzis   | 27. Mai 2001              | [ 5 ]       |
| 60 Meter Hürden:  | 7,84 s      | Halle               | Prague   | 2001                      | [ 3 ]       |
| 110 Meter Hürden: | 13,68 s     |                     | Halle    | 20. Mai 2001              | [ 5 ]       |
| Hochsprung:       | 2,15 m      |                     | Götzis   | 3. Juni 2000              | [ 5 ]       |
| Stabhochsprung:   | 5,20 m      |                     | Turnov   | 18. Mai 2003              | [ 5 ]       |
| Weitsprung:       | 8,11 m      | Wind 1,9 m/s        | Götzis   | 26. Mai 2001              | [ 5 ]       |
| Kugelstoßen:      | 16,47 m     |                     | Kladno   | 19. Juni 2007             | [ 5 ]       |
| Diskuswurf:       | 49,46 m     |                     | Prague   | 24. Mai 2009              | [ 5 ]       |
| Speerwurf:        | 71,18 m     |                     | Osaka    | 1. September 2007         | [ 5 ]       |
| Zehnkampf         | 9026        | Europäischer Rekord | Götzis   | 27. Mai 2001              | [ 5 ]       |
| Siebenkampf       | 6438        | Europäischer Rekord | Budapest | 7. März 2004              | [ 5 ]       |